# Schloss Merkenstein

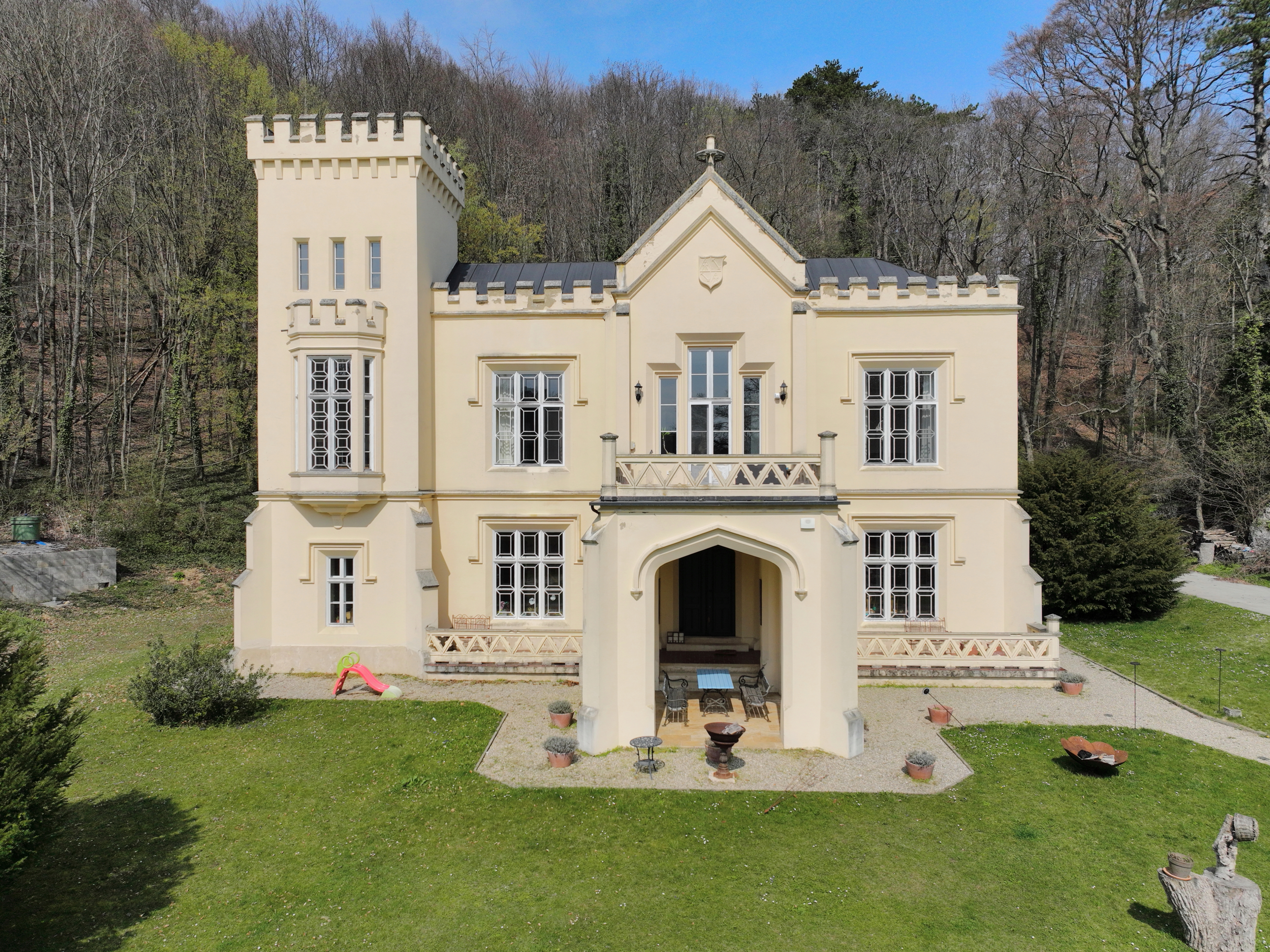
Schlösschen Merkenstein am Fuß der Ruine

Das Schloss Merkenstein ist das erste Schloss, das in Österreich im Tudorstil in der Nähe von Großau, jedoch in Gainfarn, einer Katastralgemeinde von Bad Vöslau in Niederösterreich, errichtet wurde.
Das ehemalige Landhaus wurde in den Jahren 1801 bis 1803 unterhalb der Burgruine Merkenstein im Schweizer Stil errichtet. Erbauer war Joseph Carl Graf Dietrichstein, der erste Gouverneur der k.k. privilegierten Nationalbank.
Der Schlossgarten wurde von Dietrichsteins Gattin Elisabeth, geb. Gräfin Waldstein-Wartenberg, gestaltet. Er wurde mit historisierenden Bauten, wie einer Einsiedelei und einem Aussichtsturm, ergänzt. Die im Schlossgarten befindliche Kapelle ist wesentlich älter, dürfte aus dem 16. Jahrhundert stammen und wurde damals renoviert. Der Türkenbrunnen sollte an die Zerstörung der nahen Burg durch die Türken im Zuge der Zweiten Türkenbelagerung erinnern. Der Park war öffentlich zugänglich.
1829 wurde die Herrschaft Merkenstein an Joachim Eduard von Münch-Bellinghausen verkauft, der das bestehende Landhaus abbrechen und ein Schloss im Tudorstil errichten ließ. Die Planung erfolgte durch die beiden Architekten August Schwendenwein und Johann Romano von Ringe.
Münch-Bellinghausen wurde in einer Gruft unter der Kapelle beigesetzt, die jedoch in der Zeit der russischen Besatzung geplündert wurde. Durch Erbschaft kam das Schloss in den Besitz von Adolph Freiherr Brenner von Felsach. Von ihm erbte sein Sohn Joachim Brenner von Felsach das Schloss, der es aber 1912 verkaufen musste. Weitere Besitzer waren der Sägewerksbetreiber Leopold Kern und der Industrielle Arthur Krupp aus Berndorf.
In den letzten Kriegstagen des Zweiten Weltkriegs wurde das Schloss stark in Mitleidenschaft gezogen. Als Deutsches Eigentum wurde es von den sowjetischen Besatzungstruppen beschlagnahmt und unter USIA-Verwaltung gestellt. Nach dem Staatsvertrag wurde Schloss Merkenstein von der Republik Österreich den Österreichischen Bundesforsten übertragen. Im Jahr 2000 wurde es von privaten Käufern erworben und originalgetreu restauriert. Heute ist Schloss Merkenstein wieder bewohnt.